# Montevideo Cómico
Montevideo Cómico fue una publicación periódica uruguaya que se editó entre 1894 y 1897.

## Historia
Fue fundada el 1 de enero de 1893, año en el que sólo salió 1 número; fue refundada el 19 de agosto de 1894, y su publicación continuó hasta 1897. La revista se autodenominaba Semanario Festivo y se caracterizaba por una caricatura central en la portada firmada por Juan Sanuy. Los editores tenían como meta entretener a los lectores con comentarios sobre acontecimientos de la época, espectáculos teatrales, homenajear a una personalidad destacada y una sección de presentación en sociedad de señoras distinguidas de la época. 
Muchos de los colaboradores, incluso su Director Juan Sanuy (Juan Bellver) firmaban sus obras utilizando sus seudónimos. Algunos de los colaboradores destacados fueron Benjamín Fernández y Medina y Carlos Roxlo, entre otros.

## Directores y editores
- Juan Sanuy
- Alfredo Varzi

### Colaboradores
- Benjamín Fernández y Medina (no. 1, 6)
- Carlos Roxlo, (no. 4)
- José Pedro Segundo usando su seudónimo Ruy Blas (no. 5)